# Galleria Borghese
Galerija Borghese (tal. Galleria Borghese) je umjetnička galerija u Rimu, smještena u Villi Borghese Pinciana. Umjetnička zbirka pripada obitelji Borghese, a zasnovao ju je kardinal Scipione Caffarelli-Borghese, nećak pape Pavla V. u 17. st. U sklopu pripadajućeg vrta vile Borghese nalaze se i Nacionalna galerija moderne i suvremene umjetnosti (Galleria Nazionale d'Arte Moderna) i Nacionalni muzej Etruščana (Museo Nazionale Etrusco).

## Povijest
Vilu Borghese je dizajnirao Flaminio Ponzio prrema nacrtima samog kardinala Scipione Borghese, koji ju je koristio kao svoju vilu u predgrađu (villa suburbana) Rima. Princ Marcantonio III. Borghese je započeo obnovu pripadajućeg parka vile Borghese u engleski park oko 1775. godine. U isto vrijeme je dao obnoviti vilu i urediti njezinu kolekciju tako da slavi obitelj Borghese i njezinu ulogu u povijesti Rima. God. 1808., princ Camillo Borghese, Napoleonov šurjak, je bio primoran prodati caru rimske skulpture iz kolekcije (kao što su „Borghese gladijator” i „Borghese hermafrodit” koji su danas u Louvreu). Nakon što je nekoliko puta obnovljena i proširena, 1902. je prodana talijanskoj vladi, zajedno s cijelim imanjem i okolnim vrtovima i parkovima.

## Kolekcija
Scipione Borghese je bio rani mecena Berninija i veliki kolekcionar Caravaggiovih djela, zbog čega vila Borghese posjeduje ključna djela ovih umjetnika koji se smatraju za najutjecajnije umjetnike baroka. Danas Galleria Borghese posjeduje znatnu kolekciju antičkih umjetnina (kao što je „mozaik gladijatora” pronađen na Borghese imanju u vili Casilina izvan Rima 1834.), te renesansnih i neoklasicističkih djela, izloženih u 22 prostorije na dva kata. Od umjetnika koji su predstavljeni, ističu se: Leonardo da Vinci (Leda,1515. – 1520.), Rafael (Portret dame s jednorogom 1506. i Skidanje s križa 1507.), Tizian (Nebeska i zemaljska ljubav 1513.), Caravaggio (Fanciullo con canestro di frutta, Bacchino malato, Narcis, Judita i Holoferno, Madonna dei Palafrenieri, David s Golijatovom glavom i Sveti Jeronim), Bernini (Amaltea, Eneja, Anhis i Askanios, Pluton i Proserpina, David, Apolon i Dafna i Istina) i Rubens (Skidanje s križa 1601. i Suzana na kupanju 1607.).
- Antonello da Messina, Portret muškarca, oko 1474.
- Rafael, Portret dame s jednorogom, 1506.
- Rafael, Skidanje s Križa, 1507.
- Giovanni Bellini, Gospa s Djetetom, oko 1510.
- Leonardo da Vinci, Leda s labudom, oko 1512.
- Tizian, Sveta i profana ljubav, 1514.
- Parmigianino, Portret muškarca, 1528.
- Jacopo Bassano, Posljednja večera, 1546.
- Tizian, Bičevani Krist, 1560.
- Rubens, Polaganje u grob, 1602.
- Caravaggio, David s Golijatovom glavom, oko 1610.
- Gian Lorenzo Bernini, Apolon i Dafna, oko 1623.
- Gian Lorenzo Bernini, David, oko 1624.
- Gerrit van Honthorst, Koncert, oko 1628.
- Antonio Canova, Pauline Borghese kao Venera, 1805.

## Vanjske poveznice
- Galleria Borghese  Arhivirana inačica izvorne stranice od 25. veljače 2021. (Wayback Machine)